# Hraniční přechod Rumburk–Neugersdorf
Hraniční přechod Rumburk–Neugersdorf (německy Grenzübergang Neugersdorf–Rumburk) je bývalý silniční hraniční přechod, který se nachází na česko-německé státní hranici na hraničním úseku III/3/22 - III/3/23 mezi českým městem Rumburk (okres Děčín, Ústecký kraj) a německým Neugersdorfem (místní část města Ebersbach-Neugersdorf, zemský okres Zhořelec, spolková země Sasko). Přechod leží v nadmořské výšce 421 m n. m. na silnici I/9; za hranicí pokračuje německá silnice S148. Před zrušením byl určen pro pěší, cyklisty, motocykly, osobní automobily a autobusy.
Hraniční přechod byl zrušen při vstupu České republiky do Schengenského prostoru v roce 2007. V případě dočasného znovuzavedení ochrany vnitřních hranic je provoz na hraničním přechodu upraven Sdělením Ministerstva vnitra č. 395/2021 Sb.